# Drakers – A Ferrari pilótái
A Drakers – A Ferrari pilótái (eredeti cím: The Drakers) 2014-ben indult olasz–spanyol televíziós 2D-s számítógépes animációs kalandsorozat, amelynek rendezője Orlando Corradi. A tévéfilmsorozat a Mondo TV, a Video Elephant és a Ferrari gyártásában készült. Műfaját tekintve sport, kaland és verseny. Olaszországban 2014-ben a K2, míg Magyarországon 2015-től a TV2 és a Super TV2, 2016. szeptember 26-ától a Kiwi TV sugározta. 2024. április 12-től a Kölyökklub is bemutatta.

## Ismertető
Chris és Fabri nagyon jó barátok, akik rajonganak az autóversenyzésért, és ők maguk is pilóták szeretnének lenni a Drakers csapathoz csatlakozva. Álmuk egy váratlan esemény hatására, valósággá válik. A csapat két pilótája váratlanul eltűnik, amikor részt vehetnének a junior világbajnokságon pilótaként.

## Szereplők
| Szereplő      | Eredeti hang       | Magyar hang      | Leírás |
| ------------- | ------------------ | ---------------- | ------ |
| Chris Bravo   | Billy Bob Thompson | Bogdán Gergő     | ?      |
| Fabri Morelli | Rory Max Kaplan    | Császár András   | ?      |
| Hector Vega   | Matt Ban           | Galbenisz Tomasz | ?      |
| Sandra Logan  | Kaylin Clinton     | Orosz Helga      | ?      |
| Margot Duvall | Serra Hirsch       | Sipos Eszter     | ?      |
| Cliff Gibbon  | Billy Bob Thompson | Renácz Zoltán    | ?      |
| Lali Suri     | Kylee Clayton      | Pekár Adrienn    | ?      |
| Kabir Suri    | David Errigo Jr.   | Ungvári Gergő    | ?      |
| Jim           | ?                  | Tokaji Csaba     | ?      |
| Larry Gothan  | Billy Bob Thompson | Kárpáti Levente  | ?      |
| Nina Starr    | Alyson Rosenfeld   | Gulás Fanni      | ?      |
| Red Fury      | David Errigo Jr.   | Joó Gábor        | ?      |
| Stan Murphy   | ?                  | Czető Ádám       | ?      |
| Ed Mitchel    | ?                  | Berkes Bence     | ?      |

## Magyar változat
A szinkront az TV2 Csoport megbízásából a Subway Stúdió készítette.
- Bemondó: Dányi Krisztián
- Magyar szöveg: Karácsony Sérei Veronika
- Szerkesztő: Vincze Szabina
- Hangmérnök: Johannis Vilmos
- Gyártásvezető: Farsang Csilla
- Szinkronrendező: Kozma Attila
- Produkciós vezető: Kicska László

## Epizódok
| #   | Eredeti cím                  | Magyar cím                | Eredeti premier | Magyar premier     | Magyar premier    |
| #   | Eredeti cím                  | Magyar cím                | Eredeti premier | TV2                | Kölyökklub        |
| --- | ---------------------------- | ------------------------- | --------------- | ------------------ | ----------------- |
| 1.  | We Are The Drakers           | A Drakers team            | ?               | 2015. november 28. | 2024. április 12. |
| 2.  | The Quest For X-Rall         | Kié lesz az X-Rall?       | ?               | 2015. november 29. | 2024. április 12. |
| 3.  | Fighting for Victory         | Harc a győzelemért        | ?               | 2015. december 5.  | 2024. április 13. |
| 4.  | Infernal Circuit             | Pokoli futam              | ?               | 2015. december 6.  | 2024. április 13. |
| 5.  | Many Surprises. Big Troubles | Meglepetések és problémák | ?               | 2015. december 12. | 2024. április 13. |
| 6.  | The Key to Everything        | Mindennek a kulcsa        | ?               | 2015. december 13. | 2024. április 13. |
| 7.  | The Riveras' Secret          | A Rivéra fivérek titka    | ?               | 2015. december 19. | 2024. április 14. |
| 8.  | Snakebite                    | Kígyóharapás              | ?               | 2015. december 20. | 2024. április 14. |
| 9.  | Teamplay                     | Csapatjáték               | ?               | 2015. december 24. | 2024. április 14. |
| 10. | Team Companions              | Csapattársak              | ?               | 2015. december 25. | 2024. április 14. |
| 11. | Driver without Face          | Arctalan pilóta           | ?               | 2015. december 26. | 2024. április 15. |
| 12. | Night of the Reds            | A pirosak éjszakája       | ?               | 2015. december 27. | 2024. április 15. |
| 13. | A Wound in the Heart         | Egy seb a szívben         | ?               | 2015. december 28. | 2024. április 15. |
| 14. | Two Surprises in One         | Két meglepetés egyben     | ?               | 2015. december 29. | 2024. április 15. |
| 15. | Lali's Challenge             | Lali kihívása             | ?               | 2015. december 30. | 2024. április 16. |
| 16. | Snow White Memory            | Hófehér memória           | ?               | 2015. december 31. | 2024. április 16. |
| 17. | Gothan's Failure             | Gothan kudarca            | ?               | 2016. január 1.    | 2024. április 16. |
| 18. | Fear Beyond the Curve        | Félelem a kanyaron túl    | ?               | 2016. január 2.    | 2024. április 16. |
| 19. | Friends and Enemies          | Barátok és ellenségek     | ?               | 2016. január 3.    | 2024. április 17. |
| 20. | Legend of the X-rall Field   | Az X-rall mező legendája  | ?               | 2016. január 9.    | 2024. április 17. |
| 21. | Courage of a Champion        | Egy bajnok bátorsága      | ?               | 2016. január 10.   | 2024. április 17. |
| 22. | Mistery at the Castle        | Rejtély a kastélyban      | ?               | 2016. január 16.   | 2024. április 17. |
| 23. | In the Enemy's Net           | Az ellenség hálójában     | ?               | 2016. január 17.   | 2024. április 18. |
| 24. | The Taste of Defeat          | A vereség íze             | ?               | 2016. január 23.   | 2024. április 18. |
| 25. | Hour of Truth                | Az igazság órája          | ?               | 2016. január 24.   | 2024. április 18. |
| 26. | Final Match                  | A végső összecsapás       | ?               | 2016. január 30.   | 2024. április 18. |